# Белведере Остренсе
Белведѐре Острѐнсе (на италиански: Belvedere Ostrense, на местен диалект Belvedé, Белведе) е село и община в Централна Италия, провинция Анкона, регион Марке. Разположено е на 251 m надморска височина. Населението на общината е 2299 души (към 2010 г.).